# Северноамерикански покер тур
Северноамериканският покер тур е покер надпревара провеждана в САЩ. Първото издание е през 2010, като турнирът е спонсориран и излъчван от телевизия ESPN2, която ще има свой представител там а именно това е Джоанна Крупа. Партньор на турнира е PokerStars, където се провеждат онлайн клалификации за него.